# إبراهيم بن محمد
إبراهيم بن محمد بن عبد الله هو ابن الرسول محمد من مارية القبطية، وهو الولد الوحيد الذي له من غير خديجة بنت خويلد. وُلد في المدينة المنورة سنة 8هـ وتُوفي فيها سنة 10هـ عن عمر 18 شهرًا.

## حياته
وُلد إبراهيم في شهر ذي الحجة سنة 8 هـ للرسول محمد من مارية القبطية (جاريته عند أهل السنة والجماعة وزوجته عند الشيعة)؛ وكانت ولادته في أحد أحياء المدينة المنورة يُقال له العالية، وكانت قابلته سلمى مولاة النبي امرأة أبي رافع، فبشَّر أبو رافع النبي فوهب له عبداً، وحلق أبو هند شعر إبراهيم يوم سابعه، وسمّاه، وتصدّق بزنة شعره فضّة على المساكين، ودفنوا شعره في الأرض. قال النبي محمد: «وُلد لي الليلة غلام سمّيته باسم أبي إبراهيم».
وتنافست الأنصار فيمن يرضع إبراهيم، فأعطاه لأم بردة بنت المنذر بن زيد الأنصاري، زوجة البراء بن أوس، فكانت ترضعه بلبن ابنها في بني مازن بن النجار وترجع به إلى أمه. وأعطى النبي محمد أمّه بردة قطعة نخل. ثمّ أعطاه النبي محمد إلى «أم سيف» امرأة حدّاد في المدينة المنورة يُقال له «أبو سيف»، وبقي عندها إلى أن مات، وقيل مات عند أم بردة. يروي أنس بن مالك فيقول: «ما رأيت أحدًا أرحم بالعيال من رسول الله ﷺ، كان إبراهيم مسترضعًا في عوالي المدينة فكان ينطلق ونحن معه، فيدخل البيت وكان ظئره قينًا، فيأخذ فيقبّله ثم يرجع».

## وفاته

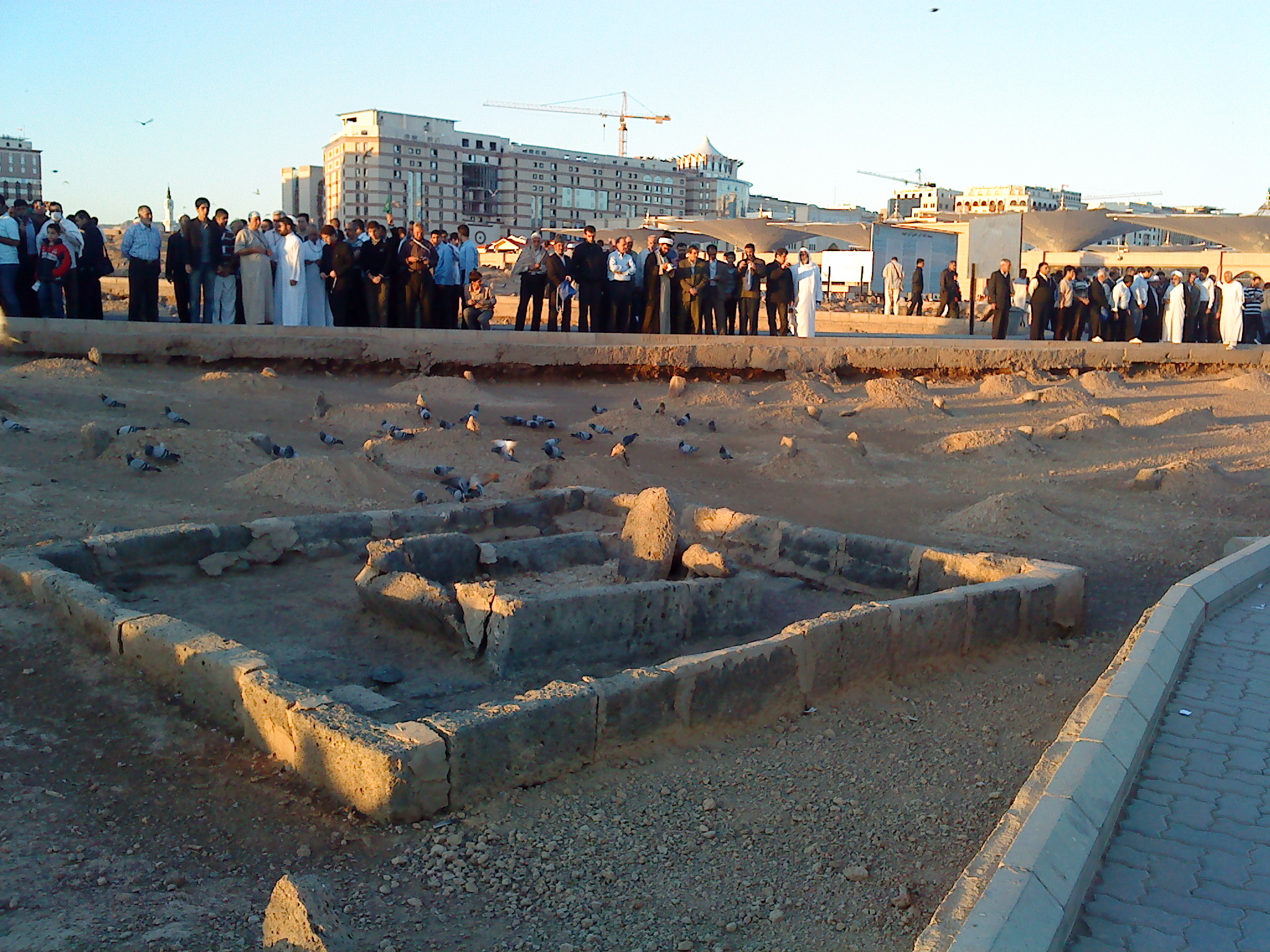
مكان دفن إبراهيم بن محمد في مقبرة البقيع

تُوفي إبراهيم في بني مازن عند أم بردة وهو ابن 18 شهرًا سنة 10 هـ، وعلى ذلك تكون وفاته في شهر جمادى الثاني سنة 10 هـ، وذكر الواقدي وغيره أنّ وفاته كانت يوم الثلاثاء 10 ربيع الأول سنة 10 هـ، وقال آخرون أنّه تُوفي وعمره 16 شهرًا، وقيل: سنة وعشرة أشهر. وقامت أم بردة بتغسيله، وحُمل من بيتها على سرير صغير، وصلّى عليه النبي محمد بالبقيع، وقال: «ندفنه عند فَرَطنا عثمان بن مظعون». وقيل أن الفضل بن العباس غسّل إبراهيم ونزل في قبره مع أسامة بن زيد، ورشّ قبره، وأعلم فيه بعلامة.
واتفق أن كُسفت الشمس في اليوم الذي تُوفي فيه إبراهيم، فتحدّث الناس أن الشمس كُسفت لموت إبراهيم، فقال النبي محمد: «إنَّ الشمسَ والقمرَ من آيات اللهِ، وإنهما لا يَنخسفان لموتِ أحدٍ ولا لحياتِه، فإذا رأيتُموهما فكبِّروا، وادعو اللهَ وصلُّوا وتصدَّقوا». وقال عن إبراهيم عند وفاته: «إنَّ له مُرضِعًا في الجنَّةِ».
ويروي عبد الرحمن بن عوف قصّة وفاته فيذكر: «أخذ النبيُّ ﷺ بيديَّ فانطلقتُ معه إلى إبراهيمَ ابنِه وهو يجُودُ بنفسِه فأخذه النبيُّ ﷺ في حِجره حتى خرجت نفسُه قال: فوضعه وبكى قال: فقلتُ: تبكي يا رسولَ اللهِ وأنت تنهَى عن البُكاءِ؟ قال: إني لم أنهَ عن البكاءِ ولكني نَهيتُ عن صوتَينِ أحمقَينِ فاجرَينِ صوتٍ عند نعمةِ لهوٍ ولعبٍ ومزاميرِ الشيطانِ وصوتٍ عند مصيبةِ لطمِ وجوهٍ وشقِّ جيوبٍ، وهذه رحمةٌ ومن لا يَرحَمُ لا يُرحمُ ولولا أنه وعدٌ صادقٌ وقولٌ حقٌّ وأن يلحقَ أولُنا بآخرنا لحزِنَّا عليك حُزنًا أشدَّ من هذا وإنا بك يا إبراهيمُ لمحزونونَ تبكي العينُ ويحزنُ القلبُ ولا نقولُ ما يُسخِطُ الرَّبَّ».
يُروى عن ابن عباس حديثًا جاء فيه: «لو عاشَ إبراهيمُ لكانَ صدِّيقًا نبيًا».

## الكسوف
طبقاً للحسابات الفلكية الدقيقة، فإن كسوف الشمس الذي حدث في سنة 10 هـ وقع صباح يوم الإثنين 27 يناير 632 ميلادي، وكان كسوف الشمس جزئياً كما يرى من المدينة، وحلقياً كما يرى من مناطق أخرى من العالم. امتدّ الكسوف من الساعة السابعة وخمس عشرة دقيقة إلى الساعة التاسعة وخمس وخمسين دقيقة صباحاً بتوقيت المدينة. كان قدر الكسوف كبيراً حيث غطى القمر 76% من الشمس بالنسبة للمشاهد من المدينة. وبالاستناد إلى التاريخ الميلادي الدقيق للكسوف تكون وفاته آخر يوم من شوال 10 هـ.